# Slalom femmes des championnats du monde de ski alpin 2023
Navigation
Cortina d'Ampezzo 2021 Saalbach 2025
Le Slalom femmes des Championnats du monde de ski alpin 2023 se déroule le 18 février 2023  à Méribel en France. La Canadienne Laurence St-Germain qui n'a jamais fait mieux en Coupe du monde qu'une sixième place en slalom, crée une première surprise en signant le troisième temps de la première manche avec son dossard n°18, à 61/100e de Mikaela Shiffrin, alors que Wendy Holdener est à 19/100e et que toutes les autres skieuses ont du mal à limiter les écarts avec l'Américaine à moins d'une seconde pleine. Sur le deuxième tracé, la skieuse québécoise de Saint-Ferréol-les-Neiges repart à l'attaque et réédite sa performance de la première manche, alors que Holdener enfourche et que Shiffrin qui s'élance la dernière, ne trouve pas le rythme (elle ne réalise que le 29e temps de la manche) et concède une demi-seconde sur la ligne d'arrivée pour gagner sa troisième médaille dans ces championnats. Depuis sa première participation aux Mondiaux en 2013, Shiffrin n'a jamais quitté le podium en slalom : quatre fois en or, une fois en bronze et en argent sur cette édition. Laurence St-Germain est la première championne du monde canadienne de slalom depuis Anne Heggtveit médaillée d’or aux Jeux de Squaw Valley en 1960 à une époque où JO et Mondiaux se confondaient. Lena Dürr, très consistante sur les deux manches, prend la médaille de bronze.  

## Médaillés
| Or                  | Argent           | Bronze    |
| Laurence St-Germain | Mikaela Shiffrin | Lena Dürr |

## Résultats
La première manche se déroule à partir de 10 h, et la seconde à partir de 13 h 30
| Rang               | Dossard                      | Nom                     | Pays            | Manche 1      | Rang    | Manche 2                 | Rang                     | Total                    | Diff                     |
| ------------------ | ---------------------------- | ----------------------- | --------------- | ------------- | ------- | ------------------------ | ------------------------ | ------------------------ | ------------------------ |
| Médaille d'or      | 18                           | Laurence St-Germain     | Canada          | 53 s 15       | 3       | 50 s 00                  | 6                        | 1 min 43 s 15            |                          |
| Médaille d'argent  | 1                            | Mikaela Shiffrin        | États-Unis      | 52 s 54       | 1       | 51 s 18                  | 29                       | 1 min 43 s 72            | +0 s 57                  |
| Médaille de bronze | 6                            | Lena Dürr               | Allemagne       | 53 s 46       | 4       | 50 s 38                  | 16                       | 1 min 43 s 84            | +0 s 69                  |
| 4                  | 19                           | Mina Fürst Holtmann     | Norvège         | 54 s 03       | 10      | 49 s 83                  | 4                        | 1 min 43 s 86            | +0 s 71                  |
| 5                  | 5                            | Petra Vlhová            | Slovaquie       | 53 s 53       | 5       | 50 s 47                  | 18                       | 1 min 44 s 00            | +0 s 85                  |
| 6                  | 27                           | Aline Danioth           | Suisse          | 53 s 99       | 9       | 50 s 13                  | 9                        | 1 min 44 s 12            | +0 s 97                  |
| 7                  | 14                           | Sara Hector             | Suède           | 54 s 12       | 11      | 50 s 15                  | 11                       | 1 min 44 s 27            | +1 s 12                  |
| 8                  | 35                           | Lara Della Mea          | Italie          | 54 s 86       | 26      | 49 s 48                  | 1                        | 1 min 44 s 34            | +1 s 19                  |
| 9                  | 2                            | Ana Bucik               | Slovénie        | 53 s 77       | 6       | 50 s 60                  | 20                       | 1 min 44 s 37            | +1 s 22                  |
| 10                 | 12                           | Hanna Aronsson Elfman   | Suède           | 53 s 95       | 8       | 50 s 51                  | 19                       | 1 min 44 s 46            | +1 s 31                  |
| 11                 | 23                           | Katharina Huber         | Autriche        | 54 s 41       | 15      | 50 s 06                  | 8                        | 1 min 44 s 47            | +1 s 32                  |
| 12                 | 9                            | Ali Nullmeyer           | Canada          | 54 s 47       | 18      | 50 s 01                  | 7                        | 1 min 44 s 48            | +1 s 33                  |
| 13                 | 16                           | Thea Louise Stjernesund | Norvège         | 54 s 51       | 20      | 49 s 98                  | 5                        | 1 min 44 s 49            | +1 s 34                  |
| 13                 | 11                           | Franziska Gritsch       | Autriche        | 54 s 99       | 30      | 49 s 50                  | 2                        | 1 min 44 s 49            | +1 s 34                  |
| 15                 | 24                           | Nastasia Noens          | France          | 54 s 84       | 25      | 49 s 79                  | 3                        | 1 min 44 s 63            | +1 s 48                  |
| 16                 | 42                           | Marie Lamure            | France          | 54 s 50       | 19      | 50 s 29                  | 14                       | 1 min 44 s 79            | +1 s 64                  |
| 17                 | 3                            | Leona Popović           | Croatie         | 54 s 16       | 12      | 50 s 65                  | 21                       | 1 min 44 s 81            | +1 s 66                  |
| 18                 | 15                           | Katharina Truppe        | Autriche        | 54 s 66       | 22      | 50 s 26                  | 13                       | 1 min 44 s 92            | +1 s 77                  |
| 19                 | 30                           | Kristin Lysdahl         | Norvège         | 54 s 88       | 27      | 50 s 14                  | 10                       | 1 min 45 s 02            | +1 s 87                  |
| 20                 | 13                           | Katharina Liensberger   | Autriche        | 54 s 24       | 14      | 50 s 81                  | 26                       | 1 min 45 s 05            | +1 s 90                  |
| 21                 | 28                           | Neja Dvornik            | Slovénie        | 54 s 43       | 16      | 50 s 68                  | 24                       | 1 min 45 s 11            | +1 s 96                  |
| 21                 | 25                           | Emma Aicher             | Allemagne       | 54 s 22       | 13      | 50 s 89                  | 27                       | 1 min 45 s 11            | +1 s 96                  |
| 23                 | 32                           | Marta Rossetti          | Italie          | 54 s 97       | 29      | 50 s 19                  | 12                       | 1 min 45 s 16            | +2 s 01                  |
| 24                 | 22                           | Amelia Smart            | Canada          | 54 s 44       | 17      | 50 s 75                  | 25                       | 1 min 45 s 19            | +2 s 04                  |
| 25                 | 34                           | Chiara Pogneaux         | France          | 54 s 93       | 28      | 50 s 32                  | 15                       | 1 min 45 s 25            | +2 s 10                  |
| 26                 | 37                           | Katie Hensien           | États-Unis      | 54 s 83       | 24      | 50 s 43                  | 17                       | 1 min 45 s 26            | +2 s 11                  |
| 27                 | 21                           | Camille Rast            | Suisse          | 54 s 62       | 21      | 50 s 66                  | 23                       | 1 min 45 s 28            | +2 s 13                  |
| 28                 | 43                           | Asa Andō                | Japon           | 55 s 04       | 31      | 50 s 65                  | 21                       | 1 min 45 s 69            | +2 s 54                  |
| 29                 | 38                           | Dženifera Ģērmane       | Lettonie        | 54 s 82       | 23      | 51 s 19                  | 23                       | 1 min 46 s 01            | +2 s 86                  |
| 30                 | 36                           | Beatrice Sola           | Italie          | 55 s 08       | 32      | 51 s 02                  | 28                       | 1 min 46 s 10            | +2 s 95                  |
| 31                 | 31                           | Charlie Guest           | Grande-Bretagne | 55 s 53       | 38      | 51 s 18                  | 29                       | 1 min 46 s 71            | +3 s 56                  |
| 32                 | 29                           | Andrea Filser           | Allemagne       | 55 s 45       | 37      | 51 s 62                  | 32                       | 1 min 47 s 07            | +3 s 92                  |
| 33                 | 49                           | Kiara Derks             | Pays-Bas        | 56 s 02       | 42      | 52 s 63                  | 34                       | 1 min 48 s 65            | +5 s 50                  |
| 34                 | 52                           | Anja Oplotnik           | Slovénie        | 56 s 50       | 45      | 52 s 99                  | 35                       | 1 min 49 s 49            | +6 s 34                  |
| 35                 | 40                           | Anita Gulli             | Italie          | 58 s 00       | 50      | 51 s 81                  | 33                       | 1 min 49 s 81            | +6 s 66                  |
| 36                 | 53                           | Victoria Palla          | Grande-Bretagne | 57 s 00       | 48      | 53 s 42                  | 36                       | 1 min 50 s 42            | +7 s 27                  |
| 37                 | 55                           | Noa Szőllős             | Israël          | 58 s 40       | 51      | 53 s 66                  | 37                       | 1 min 52 s 06            | +8 s 91                  |
| 38                 | 61                           | Liene Bondare           | Lettonie        | 57 s 83       | 49      | 54 s 82                  | 38                       | 1 min 52 s 65            | +9 s 50                  |
| 39                 | 58                           | Gwyneth ten Raa         | Luxembourg      | 58 s 49       | 52      | 55 s 10                  | 39                       | 1 min 53 s 59            | +10 s 44                 |
| 40                 | 73                           | Mida Fah Jaiman         | Thaïlande       | 59 s 24       | 57      | 55 s 16                  | 40                       | 1 min 54 s 40            | +11 s 25                 |
| 41                 | 72                           | Mialitiana Clerc        | Madagascar      | 59 s 25       | 58      | 55 s 54                  | 41                       | 1 min 54 s 79            | +11 s 64                 |
| 42                 | 64                           | Szonja Hozmann          | Hongrie         | 59 s 23       | 56      | 55 s 70                  | 42                       | 1 min 54 s 93            | +11 s 78                 |
| 43                 | 74                           | Maria Constantin        | Roumanie        | 58 s 88       | 54      | 56 s 90                  | 43                       | 1 min 55 s 78            | +12 s 63                 |
|                    | 8                            | Zrinka Ljutić           | Croatie         | 53 s 83       | 7       | Abandon                  | Abandon                  | Abandon                  | Abandon                  |
| 4                  | Wendy Holdener               | Suisse                  | 52 s 73         | 2             |         | Abandon                  | Abandon                  | Abandon                  | Abandon                  |
| 33                 | Doriane Escané               | France                  | 55 s 09         | 33            |         | Abandon                  | Abandon                  | Abandon                  | Abandon                  |
| 26                 | Jessica Hilzinger            | Allemagne               | 55 s 23         | 36            |         | Abandon                  | Abandon                  | Abandon                  | Abandon                  |
| 54                 | Adriana Jelinkova            | Tchéquie                | 55 s 95         | 40            |         | Abandon                  | Abandon                  | Abandon                  | Abandon                  |
| 50                 | Kim Vanreusel                | Belgique                | 55 s 97         | 41            |         | Abandon                  | Abandon                  | Abandon                  | Abandon                  |
| 44                 | Ava Sunshine                 | États-Unis              | 56 s 04         | 43            |         | Abandon                  | Abandon                  | Abandon                  | Abandon                  |
| 48                 | Elese Sommerová              | Tchéquie                | 56 s 49         | 44            |         | Abandon                  | Abandon                  | Abandon                  | Abandon                  |
| 47                 | Reece Bell                   | Grande-Bretagne         | 56 s 76         | 46            |         | Abandon                  | Abandon                  | Abandon                  | Abandon                  |
| 63                 | Kristiane Rør Madsen         | Danemark                | 58 s 63         | 53            |         | Abandon                  | Abandon                  | Abandon                  | Abandon                  |
| 7                  | Anna Swenn-Larsson           | Suède                   | 59 s 14         | 55            |         | Abandon                  | Abandon                  | Abandon                  | Abandon                  |
| 60                 | Mikayla Smyth                | Nouvelle-Zélande        | 59 s 56         | 59            |         | Abandon                  | Abandon                  | Abandon                  | Abandon                  |
|                    | 20                           | Maria Therese Tviberg   | Norvège         | 55 s 18       | 34      | N'ont pas pris le départ | N'ont pas pris le départ | N'ont pas pris le départ | N'ont pas pris le départ |
| 10                 | Michelle Gisin               | Suisse                  | 55 s 23         | 35            |         | N'ont pas pris le départ | N'ont pas pris le départ | N'ont pas pris le départ | N'ont pas pris le départ |
| 17                 | Martina Dubovská             | Tchéquie                | 55 s 65         | 39            |         | N'ont pas pris le départ | N'ont pas pris le départ | N'ont pas pris le départ | N'ont pas pris le départ |
| 46                 | Nika Tomšič                  | Slovénie                | 56 s 89         | 47            |         | N'ont pas pris le départ | N'ont pas pris le départ | N'ont pas pris le départ | N'ont pas pris le départ |
| 56                 | Petra Hromcová               | Slovaquie               | 59 s 75         | 60            |         | N'ont pas pris le départ | N'ont pas pris le départ | N'ont pas pris le départ | N'ont pas pris le départ |
|                    | 69                           | Luisa Bertani           | Bulgarie        | 1 min 00 s 14 | 61      | Non qualifies            | Non qualifies            | Non qualifies            | Non qualifies            |
| 67                 | Julia Zlatkova               | Bulgarie                | 1 min 00 s 20   | 62            |         | Non qualifies            | Non qualifies            | Non qualifies            | Non qualifies            |
| 62                 | Naya Van Puyvelde            | Belgique                | 1 min 00 s 21   | 63            |         | Non qualifies            | Non qualifies            | Non qualifies            | Non qualifies            |
| 68                 | Anastasiia Shepilenko        | Ukraine                 | 1 min 00 s 39   | 64            |         | Non qualifies            | Non qualifies            | Non qualifies            | Non qualifies            |
| 59                 | Katla Björg Dagbjartsdóttir  | Islande                 | 1 min 00 s 96   | 65            |         | Non qualifies            | Non qualifies            | Non qualifies            | Non qualifies            |
| 79                 | Brigitta Junia               | Hongrie                 | 1 min 01 s 92   | 66            |         | Non qualifies            | Non qualifies            | Non qualifies            | Non qualifies            |
| 85                 | Manon Ouiass                 | Liban                   | 1 min 02 s 81   | 67            |         | Non qualifies            | Non qualifies            | Non qualifies            | Non qualifies            |
| 82                 | Elise Pellegrin              | Malte                   | 1 min 03 s 23   | 68            |         | Non qualifies            | Non qualifies            | Non qualifies            | Non qualifies            |
| 76                 | Hanna Majtényi               | Hongrie                 | 1 min 03 s 45   | 69            |         | Non qualifies            | Non qualifies            | Non qualifies            | Non qualifies            |
| 80                 | Lirika Deva                  | Kosovo                  | 1 min 03 s 63   | 70            |         | Non qualifies            | Non qualifies            | Non qualifies            | Non qualifies            |
| 86                 | Maria Nikoleta Kaltsogianni  | Grèce                   | 1 min 03 s 87   | 71            |         | Non qualifies            | Non qualifies            | Non qualifies            | Non qualifies            |
| 95                 | Ioana Corlățeanu             | Roumanie                | 1 min 04 s 53   | 72            |         | Non qualifies            | Non qualifies            | Non qualifies            | Non qualifies            |
| 89                 | Samanta Līcīte               | Lettonie                | 1 min 04 s 87   | 73            |         | Non qualifies            | Non qualifies            | Non qualifies            | Non qualifies            |
| 83                 | Tess Arbez                   | Irlande                 | 1 min 04 s 92   | 74            |         | Non qualifies            | Non qualifies            | Non qualifies            | Non qualifies            |
| 90                 | Diana Andreea Renţea         | Roumanie                | 1 min 05 s 30   | 75            |         | Non qualifies            | Non qualifies            | Non qualifies            | Non qualifies            |
| 87                 | Tīna Namsone                 | Lettonie                | 1 min 05 s 59   | 76            |         | Non qualifies            | Non qualifies            | Non qualifies            | Non qualifies            |
| 81                 | Nikolina Dragoljević         | Bosnie-Herzégovine      | 1 min 07 s 47   | 77            |         | Non qualifies            | Non qualifies            | Non qualifies            | Non qualifies            |
| 101                | Zhang Dingyue                | Chine                   | 1 min 08 s 58   | 78            |         | Non qualifies            | Non qualifies            | Non qualifies            | Non qualifies            |
| 88                 | Ariana Haben Ribeiro         | Portugal                | 1 min 08 s 80   | 79            |         | Non qualifies            | Non qualifies            | Non qualifies            | Non qualifies            |
| 98                 | Lee Wen-yi                   | Taipei chinois          | 1 min 09 s 76   | 80            |         | Non qualifies            | Non qualifies            | Non qualifies            | Non qualifies            |
| 110                | Pan Yu                       | Chine                   | 1 min 10 s 64   | 81            |         | Non qualifies            | Non qualifies            | Non qualifies            | Non qualifies            |
| 122                | Enxhi Sefaj                  | Kosovo                  | 1 min 10 s 70   | 82            |         | Non qualifies            | Non qualifies            | Non qualifies            | Non qualifies            |
| 96                 | Maryan Kiashemshaki          | Iran                    | 1 min 11 s 02   | 83            |         | Non qualifies            | Non qualifies            | Non qualifies            | Non qualifies            |
| 99                 | Carlie Maria Iskandar        | Liban                   | 1 min 11 s 25   | 84            |         | Non qualifies            | Non qualifies            | Non qualifies            | Non qualifies            |
| 107                | Luo Mingxiu                  | Chine                   | 1 min 11 s 61   | 85            |         | Non qualifies            | Non qualifies            | Non qualifies            | Non qualifies            |
| 97                 | Marjan Kalhor                | Iran                    | 1 min 12 s 30   | 86            |         | Non qualifies            | Non qualifies            | Non qualifies            | Non qualifies            |
| 118                | Ma Yongqi                    | Chine                   | 1 min 12 s 50   | 87            |         | Non qualifies            | Non qualifies            | Non qualifies            | Non qualifies            |
| 78                 | Ornella Oettl Reyes          | Pérou                   | 1 min 12 s 72   | 88            |         | Non qualifies            | Non qualifies            | Non qualifies            | Non qualifies            |
| 112                | Valeriya Kovaleva            | Ouzbékistan             | 1 min 13 s 50   | 89            |         | Non qualifies            | Non qualifies            | Non qualifies            | Non qualifies            |
| 109                | Sara Zeidan                  | Liban                   | 1 min 15 s 26   | 90            |         | Non qualifies            | Non qualifies            | Non qualifies            | Non qualifies            |
| 102                | Zahra Alizadeh Saveh         | Iran                    | 1 min 15 s 53   | 91            |         | Non qualifies            | Non qualifies            | Non qualifies            | Non qualifies            |
| 116                | Arba Pupovci                 | Kosovo                  | 1 min 16 s 14   | 92            |         | Non qualifies            | Non qualifies            | Non qualifies            | Non qualifies            |
| 114                | Chloe Amelia Elsa Cornu-Wong | Hong Kong               | 1 min 16 s 99   | 93            |         | Non qualifies            | Non qualifies            | Non qualifies            | Non qualifies            |
| 100                | Sadaf Saveh Shemshaki        | Iran                    | 1 min 17 s 43   | 94            |         | Non qualifies            | Non qualifies            | Non qualifies            | Non qualifies            |
| 120                | Chiara Di Camillo            | Albanie                 | 1 min 20 s 58   | 95            |         | Non qualifies            | Non qualifies            | Non qualifies            | Non qualifies            |
| 108                | Sandhya Sandhya              | Inde                    | 1 min 21 s 83   | 96            |         | Non qualifies            | Non qualifies            | Non qualifies            | Non qualifies            |
| 113                | Nicole Samaha                | Liban                   | 1 min 21 s 92   | 97            |         | Non qualifies            | Non qualifies            | Non qualifies            | Non qualifies            |
| 106                | Aanchal Thakur               | Inde                    | 1 min 22 s 55   | 98            |         | Non qualifies            | Non qualifies            | Non qualifies            | Non qualifies            |
| 121                | Celine Marti                 | Haïti                   | 1 min 35 s 19   | 99            |         | Non qualifies            | Non qualifies            | Non qualifies            | Non qualifies            |
|                    | 39                           | Alexandra Tilley        | Grande-Bretagne | Abandon       | Abandon | Abandon                  | Abandon                  | Abandon                  | Abandon                  |
| 41                 | Nina O'Brien                 | États-Unis              |                 | Abandon       | Abandon | Abandon                  | Abandon                  | Abandon                  | Abandon                  |
| 45                 | Zita Tóth                    | Hongrie                 |                 | Abandon       | Abandon | Abandon                  | Abandon                  | Abandon                  | Abandon                  |
| 51                 | Erika Pykäläinen             | Finlande                |                 | Abandon       | Abandon | Abandon                  | Abandon                  | Abandon                  | Abandon                  |
| 57                 | Celine Sommerová             | Tchéquie                |                 | Abandon       | Abandon | Abandon                  | Abandon                  | Abandon                  | Abandon                  |
| 66                 | Yuliia Makovetska            | Ukraine                 |                 | Abandon       | Abandon | Abandon                  | Abandon                  | Abandon                  | Abandon                  |
| 70                 | Ida Sofie Bunsov Brøns       | Danemark                |                 | Abandon       | Abandon | Abandon                  | Abandon                  | Abandon                  | Abandon                  |
| 71                 | Maria-Eleni Tsiovolou        | Grèce                   |                 | Abandon       | Abandon | Abandon                  | Abandon                  | Abandon                  | Abandon                  |
| 75                 | Joyce ten Raa                | Luxembourg              |                 | Abandon       | Abandon | Abandon                  | Abandon                  | Abandon                  | Abandon                  |
| 77                 | Jana Atanasovska             | Macédoine du Nord       |                 | Abandon       | Abandon | Abandon                  | Abandon                  | Abandon                  | Abandon                  |
| 84                 | Maja Tadić                   | Bosnie-Herzégovine      |                 | Abandon       | Abandon | Abandon                  | Abandon                  | Abandon                  | Abandon                  |
| 91                 | Iva Nikolić                  | Serbie                  |                 | Abandon       | Abandon | Abandon                  | Abandon                  | Abandon                  | Abandon                  |
| 92                 | Gabija Šinkūnaitė            | Lituanie                |                 | Abandon       | Abandon | Abandon                  | Abandon                  | Abandon                  | Abandon                  |
| 93                 | Kiana Kryezu                 | Kosovo                  |                 | Abandon       | Abandon | Abandon                  | Abandon                  | Abandon                  | Abandon                  |
| 94                 | Teodora Filipović            | Bosnie-Herzégovine      |                 | Abandon       | Abandon | Abandon                  | Abandon                  | Abandon                  | Abandon                  |
| 103                | Thaleia Armeni               | Chypre                  |                 | Abandon       | Abandon | Abandon                  | Abandon                  | Abandon                  | Abandon                  |
| 104                | Maria Aikaterina Papastathi  | Grèce                   |                 | Abandon       | Abandon | Abandon                  | Abandon                  | Abandon                  | Abandon                  |
| 105                | Evridiki Dimitrof            | Grèce                   |                 | Abandon       | Abandon | Abandon                  | Abandon                  | Abandon                  | Abandon                  |
| 111                | Rano Imonkulova              | Ouzbékistan             |                 | Abandon       | Abandon | Abandon                  | Abandon                  | Abandon                  | Abandon                  |
| 115                | Olga Paliutkina              | Kirghizistan            |                 | Abandon       | Abandon | Abandon                  | Abandon                  | Abandon                  | Abandon                  |
| 119                | Albina Ivanova               | Kirghizistan            |                 | Abandon       | Abandon | Abandon                  | Abandon                  | Abandon                  | Abandon                  |
|                    | 65                           | Nino Tsiklauri          | Géorgie         | DNS           | DNS     | DNS                      | DNS                      | DNS                      | DNS                      |
| 117                | Ester Bako                   | Albanie                 |                 | DNS           | DNS     | DNS                      | DNS                      | DNS                      | DNS                      |